# Vaskabátok
A Vaskabátok (eredeti cím: Hot Fuzz) 2007-ben bemutatott brit-francia akció-vígjáték Edgar Wright rendezésében. A forgatókönyvet Wright Simon Pegg-gel közösen írta. A főszerepeket Pegg és Nick Frost alakítja. A három filmes korábban együtt dolgozott a Haláli hullák hajnala című filmen és a Spaced című televíziós sorozaton.
Az Egyesült Királyságban 2007. február 14-én került a mozikba kitörő sikerrel, míg Magyarországon június 21-étől volt látható.
A film az úgynevezett Cornetto Három Íze-trilógia második darabja (a Haláli hullák hajnala és a Világvége mellett), és az eredeti, kék csomagolású jégkrémet szerepelteti, melynek színe a rendőrségre utal.

## Cselekmény
Nicholas Angel rendőrtiszt a legjobb Anglia-szerte. Minden vizsgáján kiváló minősítést szerzett, számos képzést végzett el kitűnő eredménnyel. Ő a legjobb a testületnél, letartóztatási rátája 400%-kal jobb kollégáiénál. Annyira jó, hogy elküldik. Felettesei úgy látják jónak, ha előléptetik, de távol a londoni yardtól, hogy ne tüntesse fel rossz fényben a többieket a továbbiakban.
Angel így a gloucestershire-i Sandfordba kerül, ahol őrmester lesz. A vidéki falucska statisztikailag a legbiztonságosabb az országban, sorozatban nyeri el a megtisztelő Év Faluja címet. Az állandó feszültséghez szokott, csak a munkájának élő Angel kezdetben minden apróbb kihágásra és szabályszegésre lecsap, és sorra írja a jegyzőkönyveket, azonban rövidesen ráébred, hogy a helybéliek nem veszik komolyan a kiskorúak alkoholfogyasztását vagy a bolti lopást. A nyugalomtól elszokott őrmester társa a rendőrfőnök, Frank Butterman fia, a meglehetősen túlsúlyos, de mindig vidám és lelkes Danny lesz. Sorra szegezi Angelnek a kérdéseket korábbi bevetéseiről és egyéb rendőri élményeiről.
Egy alkalommal, mikor sebességet mérnek, gyorshajtáson érik a helyi színtársulat két tagját, Martin Blowert és Eve Drapert, akik a Rómeó és Júlia főpróbájára sietnek. Angel hatásos fellépése után elengedi őket. Később Butterman rendőrfőnök utasítást ad ki neki és Dannynek, hogy képviseljék az őrsöt az előadáson. A darab rémes, mindenkit elborzaszt a nézőtéren. Még aznap este egy csuklyás alak brutális kegyetlenséggel végez Blowerrel és Draperrel. Másnap reggel Angelt a helyszínre hívják, ahol a két színész lefejezett holttestét találják kocsijukban. Angel hiábavalóan hívja fel rendőrtársai figyelmét a gyilkosságra utaló furcsa körülményekről, az esetet szerencsétlen balesetként könyvelik el.
Másnap este a munkát követően Nicholas és Danny beugranak a kocsmába. Itt issza magát a sárga földig George Merchant, akinek kastélyszerű otthona nem illik túlzottan Sandford rusztikus városképébe. A két rendőr hazaviszi a részeg Merchantot, majd távoznak. Danny behívja magához a zsarufilmeket nemigen látott Angelt, s megmutatja neki két kedvencét DVD-gyűjteményéből: a Holtpontot és a Bad Boys II-t. Ezalatt csuklyás gyilkos tűnik fel Merchantnál, és házi balesetnek beállítva lakójával együtt a levegőbe röpíti az épületet. Másnap a rendőrség ismét a megállapításra jut, hogy baleset történt: Merchant éjjeli nassolása után elfelejtette kikapcsolni a gázt. Angel újfent ellenvéleményét hangoztatja, és a helyszínen megjelenő Simon Skinnerre, a helyi bolt tulajdonosára kezd gyanakodni, aki már a Blower–Draper-„balesetnél” is feltűnően hamar megjelent.
Angel újabb, számára nem túl kellemes feladatot kap Butterman rendőrfőnöktől: neki kell felolvasnia a nyertesek nevét a „Mentsük meg a templomtetőt!” rendezvény tomboláján. A tombolahúzás előtt Firkász Tim, a Sandfordi Polgár szerkesztője, a lakosság által egyáltalán nem szívelt fiatal újságíró keresi meg azzal, hogy pontban három órakor várja őt a templomkertben. Angel a pódiumon olvassa fel a neveket, míg Firkász a templom oldalában várja. A csuklyás gyilkos eközben felmegy a templomtoronyba, és a párkány egyik instabil fiatornyát készül a lent várakozó újságíróra lökni. Amikor hármat üt a templom harangja, Angel futva siet a templomkertbe, és éppen odaérkeztekor loccsantja szét Firkász fejét a lezuhanó fiatorony. Ismét szörnyű balesetnek nyilvánítják a halálesetet, ám Angel nem hagyja annyiban: megindul a rendőrségi eljárás. Danny és Nicholas a szakadó esőben szobroznak a helyszínen, ám Dannynek elege lesz abból, hogy társa nem képes lazítani, s faképnél hagyja. Angel még aznap este nekilát átolvasni Firkász cikkeit. Másnap reggel Danny segítségét kéri a nyomozáshoz, mert úgy érzi, ráakadt valamire: az áldozatok között kapcsolat van. A kettő azonban zsákutcába fut. Visszatérve az őrsre Dannyt felköszöntik születésnapján apja és kollégái. A jeles napról mit sem sejtő Angel gyorsan elrohan a kertészboltba, hogy egy olyan növénnyel lepje meg Dannyt, amilyen neki is van. Megtudja, hogy Leslie Tiller, a növényárus költözni készül. A nő olyan dolgokat is közöl vele tudtán kívül, ami világosabbá teszi a képet az elmúlt idők „baleseteiről”. Épp mikor Angel kimegy az autójához jegyzetfüzetéért, a csuklyás gyilkos beledöfi metszőollóját Tiller torkába. Angel tanúja a brutális gyilkosságnak, és üldözőbe veszi az elkövetőt, aki azonban kereket old előle. Nicholas most már nem hagyja annyiban: hiába bizonygatja mindenki, hogy Leslie bizonyára megbotlott és beleesett saját ollójába, az egész állományt Skinnerhez vezényli. A férfi azonban kivágja magát.
Angelben egy véletlen folytán felötlik a gyanú: több gyilkos van. Butterman rendőrfőnök azonban nyugalomra inti: elődje is hasonlóképp őrült bele munkájába. Nicholas hazatér szállodai lakásába, ahol már várnak rá: a csuklyás alak megpróbál végezni vele, azonban nem jár sikerrel: Angel leleplezi őt – Skinner egyik alkalmazottja, a szellemileg visszamaradott és nagydarab Michael – és sikeresen ártalmatlanítja, rádióját megszerezve pedig megtudja, hogy a falu kastélyába kell mennie. Hirtelen betoppan Danny. Angel rábízza az eszméletlen támadóját, ő pedig elindul, hogy pontot tegyen az ügy végére.
A kastélyba érve egy egész csoportot talál ott fekete csuklyában: a helyi orvost, a papot, a kocsmát vezető házaspárt, Skinnert és másokat. Megtudja, miről szól az őrület: nem hagyhatták, hogy bármi miatt is veszélybe kerüljön az Év Faluja-díj Sandford számára. Blowernek azért kellett meghalnia, mert csapnivaló színész volt, Eve Drapernek elviselhetetlen volt a nevetése, Merchant háza nem illett a faluba, Firkász kész bulvárlapot csinált a Sandfordi Polgárból, tele hibákkal, Leslie Tillman pedig el akart költözni, s az megengedhetetlen lett volna, hogy más települést szolgáljon kiváló kertészeti tehetségével. Angel kiborul az értelmetlen indítékokon s mindenkit le akar tartóztatni, mikor megjelenik Butterman felügyelő is, aki elmondja neki, hogy feleségének mindene volt az Év Faluja verseny, rendkívül sokat tett érte, ám mikor egyik évben egy csapat cigány telepedett le Sandfordban, elveszítették a megmérettetést. Irene Butterman ebbe szakadt bele, s balesetbe hajszolta magát. Ezért Butterman megfogadta, ha törik, ha szakad, Irene emlékére minden évben Sandford lesz az Év Faluja. A felügyelő és a többiek megindulnak Nicholas felé, akit hátulról Michael és Danny fog meg. Angel nagyot csalódik, de sikerül kibújnia a szorítóból. Egy föld alatti helyiségbe zuhan, ahol rengeteg holttestet talál: a cigányok, az általa a rendőrségen bejegyzett fiatal alkoholfogyasztók és rendőrőrmester elődje maradványa is ott fekszik. Kisebb üldözés után Danny hirtelen szemből beleszúr egy kést Nicholasba, aki összeroskad a földön. Danny biztos távolságra szállítja testét a falutól, majd a csomagtartót kinyitva erőltetett mosollyal lóbál meg némi ketchupot: ezzel a trükkel ugratta korábban Angelt. Danny elmondja Nicholasnak, hogy mit sem sejtett apja dolgairól, csupán egy klubnak hitte a gyilkos szektát. Nehezen akarja elhinni, mivé vált a felügyelő. Távolmaradásra inti Angelt, aki végül elfogadja tanácsát.
Egy benzinkúton Angel megpillantja egymás mellett a Holtpont és Bad Boys II DVD-ket. Erőt vesz magán és visszaindul Sandfordba. Felfegyverkezve leszámol az idősekkel, az összecsapás közben Danny is csatlakozik hozzá, s megkapja, amiről álmodott: igazi rendőrségi akciót. Skinner és Butterman is elnyeri, ami jár nekik. Az akció végén megjelennek Angel londoni felettesei, s arra kérik, térjen vissza, mert a statisztikájuk leromlott távollétében. Nicholas azonban Sandfordban marad.
A rendőrőrsön már épp a papírmunkával foglalatoskodnak, mikor egy elfelejtett összeesküvő lép be puskával a kezében. Danny Nicholas elé ugrik, így őt éri a lövés. Angel azonnal reagál a támadásra, s a bizonyítékraktárba rúgja az öregembert, ahol egy tengeri akna aktiválódik, s az egész épületet a levegőbe küldi.
Egy év múlva Angel magányosan igyekszik a temetőbe egy csokor virággal. Egy Butterman feliratú sírhoz lép, azonban gyorsan kiderül: nem Danny, hanem Irene fekszik ott. Nicholas és Danny munkába indul.

## Szereplők
| Szereplő                        | Színész         | Magyar hang       |
| ------------------------------- | --------------- | ----------------- |
| Nicholas Angel őrmester         | Simon Pegg      | Epres Attila      |
| Danny Butterman rendőr          | Nick Frost      | Kerekes József    |
| Frank Butterman felügyelő       | Jim Broadbent   | Berzsenyi Zoltán  |
| Simon Skinner                   | Timothy Dalton  | Haás Vander Péter |
| Andy Wainwright nyomozóőrmester | Paddy Considine | Viczián Ottó      |
| Andy Cartwright rendőr          | Rafe Spall      | Görög László      |
| Dr. Robin Hatcher               | Stuart Wilson   | Kristóf Tibor     |
| városi őrmester                 | Martin Freeman  | Bodrogi Attila    |
| Kenneth, városi főfelügyelő     | Bill Nighy      | Cs. Németh Lajos  |
| városi rendőrfelügyelő          | Steve Coogan    | Karácsonyi Zoltán |
| Jeanine                         | Cate Blanchett  |                   |

## Háttér
Edgar Wright rendező és a főszereplő Simon Pegg tizennyolc hónapot töltött a forgatókönyv megírásával. 2005 második felében a Working Title felkeresett több délkelet-angliai városkát a megfelelő forgatási helyszín után kutatva. Simon Pegg úgy nyilatkozott, „Mindketten a nyugati vidékről származunk, így hát az tűnt a tökéletes és logikus dolognak, ha az ötleteinket, a műfajokat és kliséket az eredeteinkhez hozzuk vissza, oda, ahol felnőttünk, hogy magas oktánszámú, kirobbanó akciót láthass Frome-ban.”
Stow-on-the-Wold is szóba került többek között, de miután mégis elvetették, a Working Title Edgar Wright otthonát, Wellst választotta. Wright ezt úgy kommentálta, „Wells rendkívül festői […] szeretem, de ugyanakkor szeretném hazavágni.” Ezen kívül a Hendon Police College-n is folytak felvételek.
Wright elmondta, hogy emelt át elemeket legutolsó amatőrfilmjéből, a Dead Rightból, amit úgy írt le, mint egyszerre „Halálos fegyver Somersetben” és „egy Piszkos Harry-film Somersetben.” A két filmjében használ néhány közös helyszínt, ilyen a somerfieldi szupermarket, ahol régebben árufeltöltőként dolgozott.
A film parodizál számos akciófilmekben használatos klisét. Az ezen filmekben jelenlévő lőfegyver-fétis témájáról Pegg úgy nyilatkozott, „A férfiember nem képes arra, ami az emberiség legnagyszerűbb érdeme, hogy egy másik embert alkosson, így hát saját péniszünk fémverzióját alkotjuk meg és még több fémdarabot lövünk ki a végéből az emberek fejébe […] Most mi ragadjuk meg a fegyvert a markolatánál és mi lövünk vele a képedbe.” Ennek ellenére, Pegg fenntartja, hogy a film nem paródia, mivel „Nincs meg benne az a gúny, ami a legtöbb paródiában, mégpedig az, hogy lenézik a forrásanyagot. Mi felnézünk rá.” A film zenéjét David Arnold szerezte, aki jól ismert a James Bond-filmeken való munkájáról 1997 óta.
A forgatás 2006. március 19-én vette kezdetét és 11 héten át tartott. Ez idő alatt Pegg, Frost és Weight egy általános videóblogot is rögzített, ami elérhető a Working Title weboldalának Hot Fuzz-szekciójában. Wright fél órát vágott ki a filmből. 2007. február 14-én előzetes vetítéseket tartottak az Egyesült Királyságban, két nappal később pedig teljes gőzzel indult a film. Az Egyesült Államokban és Kanadában 2007. április 20-án került a mozikba.

## Fogadtatás

### Kritikai visszhang
A film – hasonlóan az alkotók előző filmjéhez, a Haláli hullák hajnalához – egyöntetűen pozitív visszajelzést kapott a kritikusoktól, a Rotten Tomatoes-on 89%-os értékelést tudhat magáénak.

### Bevételi adatok
Hazájában a Vaskabátok rendkívül magas összeggel, 7,1 millió fonttal rajtolt. Amerikai dollárban számítva összesen 41 milliót hozott a film csak az Egyesült Királyságban.
Észak-Amerikában a Universal Pictures 825 moziban mutatta be a filmet, s a korlátozottan széles premier alkalmávan 5,8 millió dollár folyt a kasszákba, ami magas, több mint hétezer dolláros átlagot jelent, s a Top 40-ben egyben a legmagasabb mozinkénti bevételt. Összesen 23 milliót keresett az amerikai piacon.
Magyarországon 2007. június 21-én a hét első számú új filmje volt a Vaskabátok, csak Budapesten 10 mozi tűzte műsorára, két heti premier előtti vetítést követően. Az első héten 7 millió forintot hozott, a lista negyedik helyén befutva; mindössze egy napi vetítéseivel a Die Hard 4 is felülkerekedett rajta. Országosan 24 728 néző váltott jegyet a 21 kópián bemutatott filmre.